# Stefan Hradil

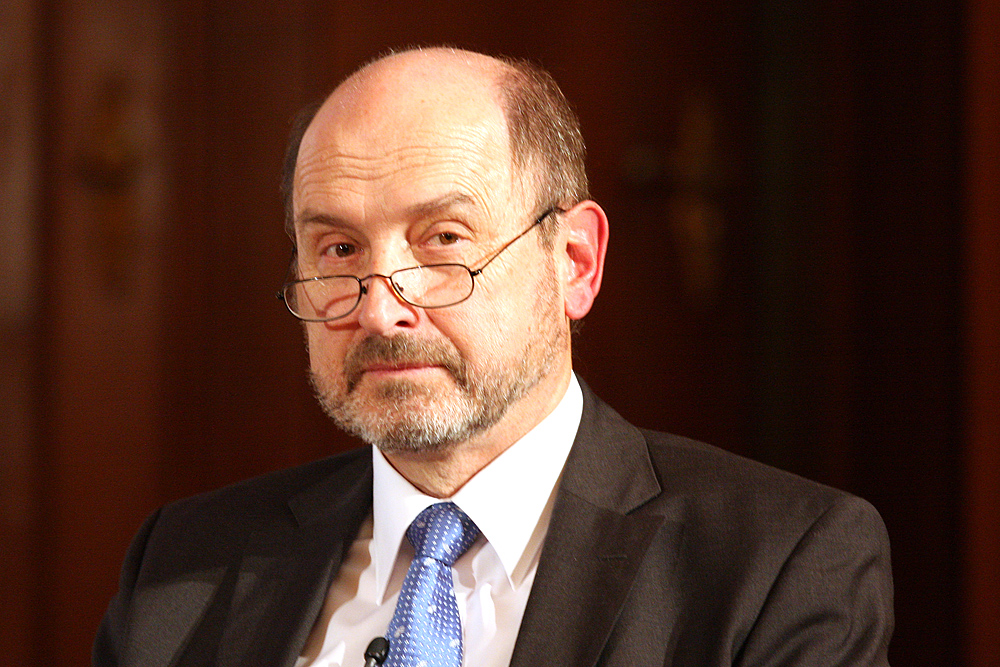
Stefan Hradil 2010

Stefan Hradil (* 19. Juli 1946 in Frankenthal) ist ein deutscher Soziologe. Er trat als Schüler von Karl Martin Bolte zunächst in der Forschung zur sozialen Schichtung und Milieubildung hervor und war Professor für Soziologie an der Johannes Gutenberg-Universität Mainz.

## Leben und Wirken
Von 1968 bis 1974 studierte Hradil Soziologie, Politikwissenschaft und Slawistik an der Universität München. Danach war er von 1974 bis 1989 Wissenschaftlicher Mitarbeiter am Institut für Soziologie der Universität München. Er promovierte dort 1979 zum Dr. phil. mit der Dissertation Die Erforschung der Macht. Seine Habilitation zum Dr. rer. pol. habil. an der Sozialwissenschaftlichen Fakultät der Universität München mit der Studie „Sozialstrukturanalyse in einer fortgeschrittenen Gesellschaft. Von Klassen und Schichten zu Lagen und Milieus“ erfolgte 1985.
Seine erste Professur für Soziologie (Schwerpunkt: Sozialstruktur der Bundesrepublik Deutschland) hatte er 1990/91 an der Universität Bamberg inne. Von 1991 bis 2011 war er Professor für Soziologie an der Johannes Gutenberg-Universität Mainz. Von 1991 bis 1996 war Hradil Mitglied der Kommission für die Erforschung des wirtschaftlichen und sozialen Wandels in den neuen Bundesländern (KSPW), eingesetzt vom Bundesminister für Arbeit und Sozialordnung und vom Bundesminister für Forschung und Technologie. Die Corvinus-Universität für Wirtschaftswissenschaften und Staatsverwaltung Budapest verlieh ihm 1994 den Dr. h.c. sc. oec. Seit 2006 ist er Mitglied der Akademie der Wissenschaften und der Literatur Mainz.
Von 1995 bis 1998 war Hradil Vorsitzender der Deutschen Gesellschaft für Soziologie (DGS). Von 2001 bis 2012 war er Vorstandsvorsitzender der Schader-Stiftung.
Hradil ist in den Arbeitsbereichen Sozialstrukturanalyse, Soziale Ungleichheit, Soziale Milieus und Lebensstile, Singles und der Entwicklung moderner Gesellschaften tätig.

## Publikationen (Auswahl)
- Sozialstrukturanalyse in einer fortgeschrittenen Gesellschaft. Opladen 1987
- Soziale Ungleichheit, Wiesbaden 2001
- Die Sozialstruktur Deutschlands im internationalen Vergleich, Wiesbaden 2006